# Kanton Ziegenhain
Der Kanton Ziegenhain war eine Verwaltungseinheit im Distrikt Hersfeld des Departements der Werra im napoleonischen Königreich Westphalen. Hauptort des Kantons und Sitz des Friedensgerichts war die Stadt Ziegenhain, seit 1970 Stadtteil von Schwalmstadt im heutigen Schwalm-Eder-Kreis. Der Kanton umfasste eine Stadt und 11 Dörfer und Weiler, hatte 3.832 Einwohner und eine Fläche von 1,62 Quadratmeilen.
Zum Kanton gehörten die Ortschaften:
- Ziegenhain, mit Entenfang
- Allendorf
- Leimsfeld
- Michelsberg
- Niedergrenzebach
- Obergrenzebach
- Rommershausen
- Rörshain
- Schönborn
- Seigertshausen
- Steina